# Crypthecodinium cohnii
La Crypthecodinium cohnii è una microalga dinoflagellata usata industrialmente per la produzione di acido docosaesaenoico (DHA).